# Rana pirica
Rana pirica, the Hokkaidō Frog, là một loài ếch trong họ Ranidae.
Nó được tìm thấy ở Nhật Bản và Nga.
Các môi trường sống tự nhiên của chúng là rừng phương bắc, rừng ôn đới, vùng cây bụi ôn đới, vùng đồng cỏ ôn đới, sông, đầm nước, hồ nước ngọt có nước theo mùa, đầm nước ngọt, đầm nước ngọt có nước theo mùa, đất canh tác, ao, và đất có tưới tiêu.

## Hình ảnh

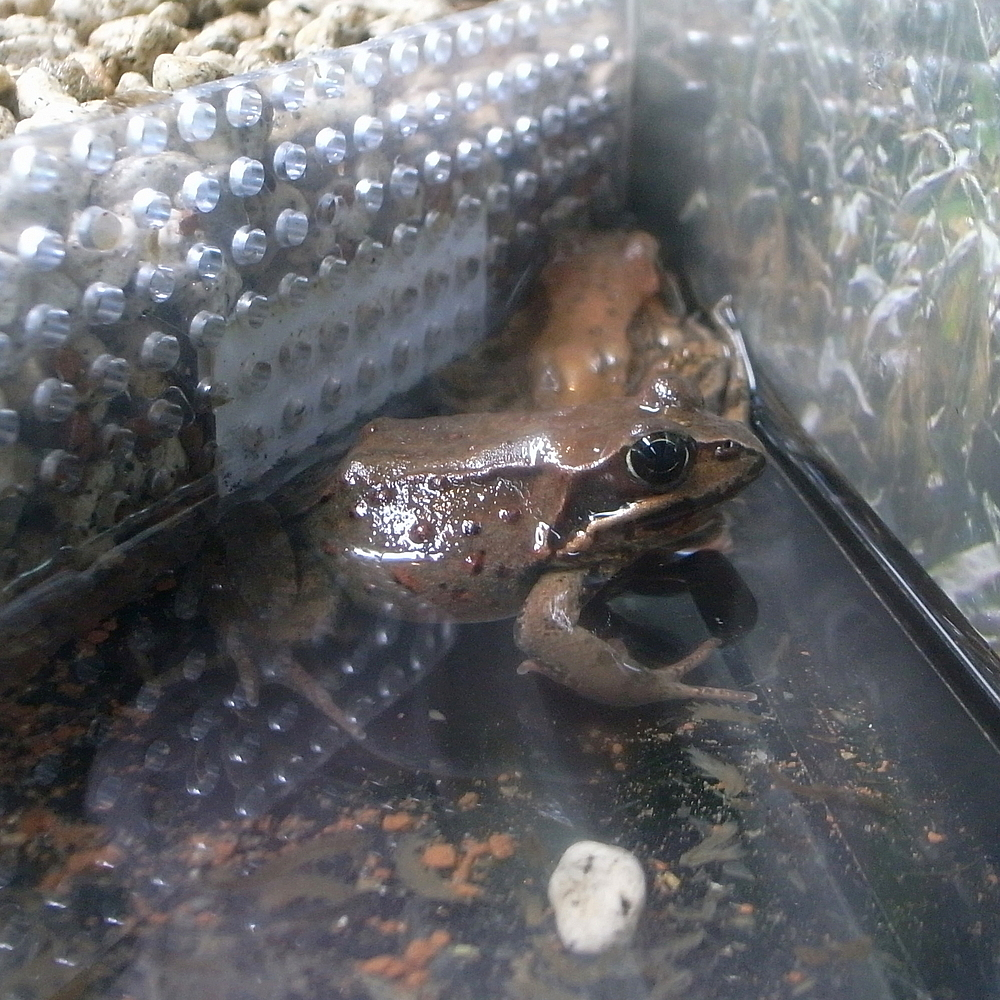